# Ponticola iranicus
A Ponticola iranicus a csontos halak (Osteichthyes) főosztályának a sugarasúszójú halak (Actinopterygii) osztályába, ezen belül a sügéralakúak (Perciformes) rendjébe, a gébfélék (Gobiidae) családjába és a Benthophilinae alcsaládjába tartozó faj.

## Előfordulása
A Ponticola iranicus eurázsiai gébféle, amely a Kaszpi-tenger délnyugati részébe ömlő folyókban él. Az iráni részben is fellelhető; innen ered a tudományos neve.

## Megjelenése
Ez a hal legfeljebb 12,9 centiméter hosszú. A hátúszóján 7, míg a farok alatti úszóján 1 tüske van. A tarkója teljesen, míg a kopoltyúfedője felül pikkelyezett. Az oldalai szürkék. A mellúszói tövének felső része sötétszürke.

## Életmódja
Szubtrópusi fenéklakó gébféle, amely csak az édesvízben él. A gyors folyású, köves és törmelékes élőhelyet kedveli.